# トリクロルメチアジド
トリクロルメチアジド（Trichlormethiazide）はヒドロクロロチアジドと同じくチアジド系降圧利尿薬の一つである。腎臓の遠位尿細管でのNa+/Cl−再吸収を阻害する。またK+の排泄を増加させる。通常、心不全、肝硬変、副腎皮質ホルモン治療、その他に伴う浮腫の治療や高血圧の治療に使用される。獣医学の分野では、ウマの四肢遠位の軽度腫脹や打撲の治療にデキサメタゾンと併用される。商品名フルイトラン、塩野義製薬製造販売。

## 効能・効果
日本で承認されている効能・効果は、以下の通りである。
- 高血圧症（本態性、腎性等）
- 悪性高血圧
- 心性浮腫（鬱血性心不全）
- 腎性浮腫
- 肝性浮腫
- 月経前緊張症

## 禁忌
下記の患者には禁忌とされている。
- 無尿の患者
- 急性腎不全の患者
- 体液中のナトリウム、カリウムが明らかに減少している患者
- チアジド系薬物、スルホンアミド誘導体等に対する過敏症のある患者

## 副作用
重大な副作用として添付文書に記載されているものは、再生不良性貧血、低ナトリウム血症、低カリウム血症である。
5%以上に現れる（または頻度不明の）副作用として、発疹、顔面潮紅、光線過敏症、電解質失調（低クロール性アルカローシス、血中カルシウム上昇等）、血清脂質増加、高尿酸血症、高血糖症が記載されている。

## 作用機序
トリクロルメチアジドは遠位尿細管でのクロル(塩素)イオン再吸収と、ナトリウムイオンの再吸収を阻害する。ナトリウム、クロルとともに水分が排泄され、その結果、利尿効果がもたらされる 。

## 合成経路
トリクロルメチアジドの化学名は、1,1-dioxide 3,4-dihydro-3-(dichlormethyl)-6-chloro-2H-1,2,4-benzothiadiazin-7-sulfonamideである。

トリクロルメチアジド合成法